# Peter Ratzenbeck

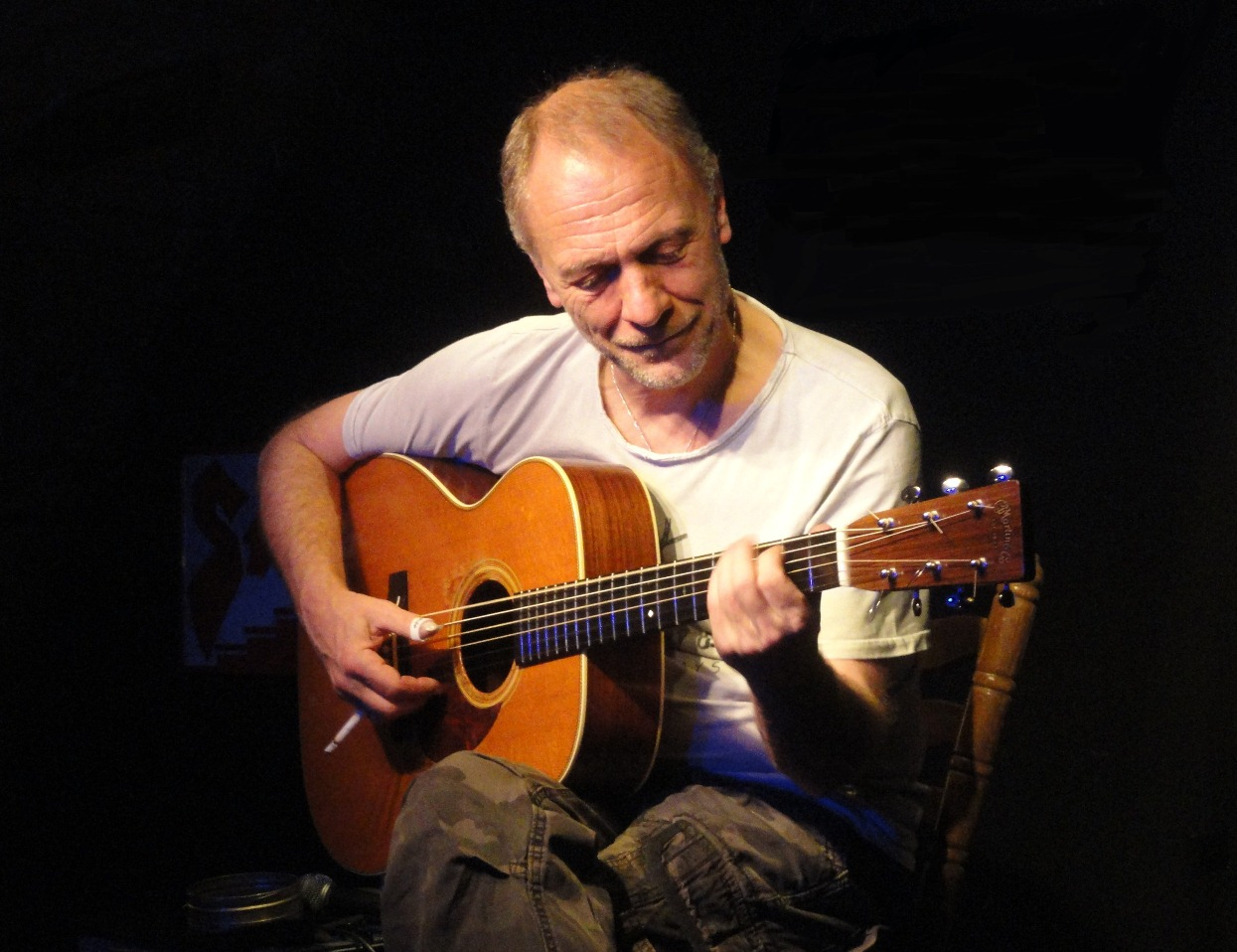
Peter Ratzenbeck (2013)

Peter Ratzenbeck (* 10. Oktober 1955 in Graz) ist ein österreichischer Gitarrist, Komponist und Musiklehrer.

## Leben
Im Alter von 16 Jahren erhielt Peter Ratzenbeck seine erste Gitarre aus einem Versandhaus. Seine ersten Lieder und die ersten Gitarrengriffe lernte er über seinen Grazer Freund Xao Seffcheque, in weiterer Folge blieb Peter Ratzenbeck bis in die Gegenwart Autodidakt. Seine weiterführende „Musikschule“ war die Straße, wo er sich in den 1970er Jahren in Unterführungen und auf Stadtplätzen in zahlreichen Städten in der Bundesrepublik Deutschland, England, Schottland und Irland sein Geld als Straßenmusikant verdiente. Im Jahre 1976 hatte Peter Ratzenbeck in Bregenz sein erstes öffentliches Konzert als Newcomer, ein Jahr später spielte er bereits im Hauptprogramm. Zu diesem Zeitpunkt wurde auch die erste Schallplatte mit 16 Titeln produziert. Inspiriert wurde er damals von Leo Kottke auf der zwölfsaitigen Gitarre, aber auch von Stücken wie Angi von Davey Graham und Eleanor Rigby von Werner Lämmerhirt, mit dem er auch eine Zeitlang zusammenarbeitete, wobei er auf der Bühne die zweite Gitarre spielte.
Bevor Ratzenbeck immer mehr als Solokünstler auftrat, spielte er mit etablierten Größen des Austropop zusammen, wie S.T.S., Wilfried und Boris Bukowski. 1980 schloss er mit dem irischen Folkmusiker, Sänger und Songschreiber Andy Irvine Freundschaft, mit dem er bis heute immer wieder gemeinsame Auftritte absolviert.
Im Jahre 2005 feierte Peter Ratzenbeck ein dreifaches Jubiläum: seinen 50. Geburtstag, das 30-jährige Bühnenjubiläum und seinen 20. Tonträger. Im August dieses Jahres nahm Peter auf der britischen Insel in Carlisle, Cumbria, bei dem englischen Gitarristen und Songwriter Michael Chapman seine CD Resonances auf, wo als Gastmusiker musikalische Größen wie Andy Irvine, Dougie MacLean und eben Michael Chapman mitwirkten, wobei letzterer auch als Produzent für die CD mitverantwortlich zeichnete.
2007 wurde Ratzenbeck von Reinhard Mey eingeladen, auf dessen CD Bunter Hund mitzuspielen. Er übernahm bei verschiedenen Stücken den Gitarrenpart.
Wenn Peter Ratzenbeck gerade nicht auf Tournee ist, wo er bis auf wenige Stücke anderer Provenienz nur Eigenkompositionen spielt, zieht er sich auf seinen entlegenen Wohnort im nördlichen Waldviertel zurück und schreibt an neuen Kompositionen. Zum Entstehen seiner Kompositionen sagte Ratzenbeck im Frühjahr 2013 in einem Interview: „Ich bin nur die Antenne, auf Empfang eingestellt. Diese fängt etwas ein, oder auch nicht, erzwingen kann man es nicht. Es kann passieren, dass eine Komposition auch einmal ein Jahr braucht.“
Seine Musik selbst ist nicht eindeutig einzuordnen. Musikalisch liegt sein Schwerpunkt auf der irischen Musik, aber auch New Age, Folk, Blues sowie Barock- und Lautenmusik sind ihm vertraut. Er spielt etwa 60 bis 70 Konzerte pro Jahr und hält dazwischen Gitarrenworkshops ab.

## Sonstiges
Peter Ratzenbeck spielt hauptsächlich Westerngitarren der Firma Martin Guitars, aber auch ein Modell der 1976 von Richard Hoover in Kalifornien gegründeten Santa Cruz Guitar Company. Die beiden renommierten Gitarrenbauer Larrivee Guitars und Stevens Custom Guitars brachten jeweils ein eigenes Signature-Modell heraus, gebaut nach Peter Ratzenbecks Angaben. 2013 würdigte die US-amerikanische Traditionsmarke Martin Guitars Peter Ratzenbecks Lebenswerk mit einer Signaturegitarre, die im März 2014 der Öffentlichkeit präsentiert wurde. Das Label in dieser Gitarre, einem Sondermodell basierend auf dem Modell OM 28 V, trägt die eigenhändige Unterschrift sowohl von Peter Ratzenbeck selbst, als auch von Christian Frederick Martin IV.
Peter Ratzenbeck ist auch als „Mr. Fingerpicking“ bekannt. Er ist verheiratet und hat drei erwachsene Kinder (Oliver, Jasmin und Simon).

## Diskografie
Das musikalische Werk umfasst mittlerweile zehn CDs, einige Sampler und sechs Langspielplatten, wobei letztere als Raritäten zu Liebhaberpreisen gehandelt werden. Als einer der Höhepunkte seines musikalischen Schaffens gilt das Album Peter’s Fancy, das im Jahre 2000 bei Stockfisch Records aufgenommen wurde.

### Langspielplatten
- 1977: Straight and Ragged (Roots Records)
- 1978: Fingerprints (Ariola)
- 1979: Sugar and Spice (Ariola)
- 1980: Saitenwind (Ariola)
- 1982: Refuge (Ariola)
- 1983: Sensitive (Ariola)
- 1985: Gitarero (Shamrock Records)
- 1985: All Night Long – Live im Wiener Metropol mit Hans Theessink

### CDs
- 1987: Blue Balance (Die Mühle)
- 1989: Saitenblicke (Compilation, Ariola)
- 1990: Over the Years (Shamrock Records)
- 1990: Gitarero (Shamrock Records)
- 1994: Nightfall (Shamrock Records)
- 1995: Outremer (Shamrock Records)
- 1996: Travelogue (Shamrock Records)
- 1996: Descanso (Azul Records, erschienen in Brasilien)
- 1998: RTL 3 (Ratzenbeck-Theessink-Langer, Blue Groove Records)
- 2000: Peter’s Fancy (Stockfisch Records)
- 2005: Resonances (Woodcraft Records)
- 2009: Acoustically, Yours (Sampler, Woodcraft Records)
- 2009: Stringbound (Woodcraft Records)
- 2012: Spheres (Woodcraft Records)
- 2015: Argonaut (Woodcraft Records)
- 2018: Breezy (Woodcraft Records)

### Sampler mit verschiedenen Interpreten
- Folk-Club Atlantis Live (1978, Doppel-LP, mit den Stücken Hush Little Baby und Eleanor Robinson)
- Unverstärkt – Best auf Austria (1993, mit Clairevoyance)
- Dieter Dorners Steirereck (1996, ORF-Produktion)
- Celtic – Colors of the World (1998, mit Sundays Fantasy, Allegro Records)
- Donaumusik (1999, mit Forty Shades of Green, Bruno Records)
- NovaEra, mit Waldviertler Nächte und Broceliande
- Acoustic Special, mit Brandenberg Rag
- Alpenpower-Edition (2004, mit Ka Liad, BMG Ariola)
- Even Santa Gets the Blues, (2009, Stockfisch Records)
- Schrammelklang Festival (2010, mit Bachelors Delight, Preiser Records)

### Filmmusik
Die ersten drei CDs wurden für den US-amerikanischen Markt für die Vertonung von Filmen aufgenommen:
- Rustic Charme, u. a. mit Cannonball Fire (eigentlich The Last Flight of the Frisbee)
- Naturally
- Adult Swim Pump [10]
- Universum (für diverse Folgen, ORF-Produktion)

### Mitwirkung auf Tonträgern anderer Musiker
- Werner Lämmerhirt – White Spots (1978, beim Stück Oetter’s Blues, Stockfisch Records)
- S.T.S. – Gegenlicht (1981, Einfach schön mit dir, Amadeo Records; 1988 auch auf CD erschienen)
- Colin Wilkie – Echoes of Old Love Songs (1990, mehrere Stücke, Shamrock Records)
- Grainne Hambly – Between the Showers (1995, Shamrock Records)
- Colin Wilkie – I Wish I’d Written That Song (1996, One More City, Shamrock Records)
- Hans Theessink – Blue Grooves from Vienna (1998, beim Stück Rain, A-Minor Records)
- Reinhard Mey – Bunter Hund (2007, beim Stück Die liebe gute Fee und zwei weiteren, EMI Records)
- Michael Chapman – Happy Birthday (2011, mit In the Valley, BGO Records)